# Carl Büttinghausen

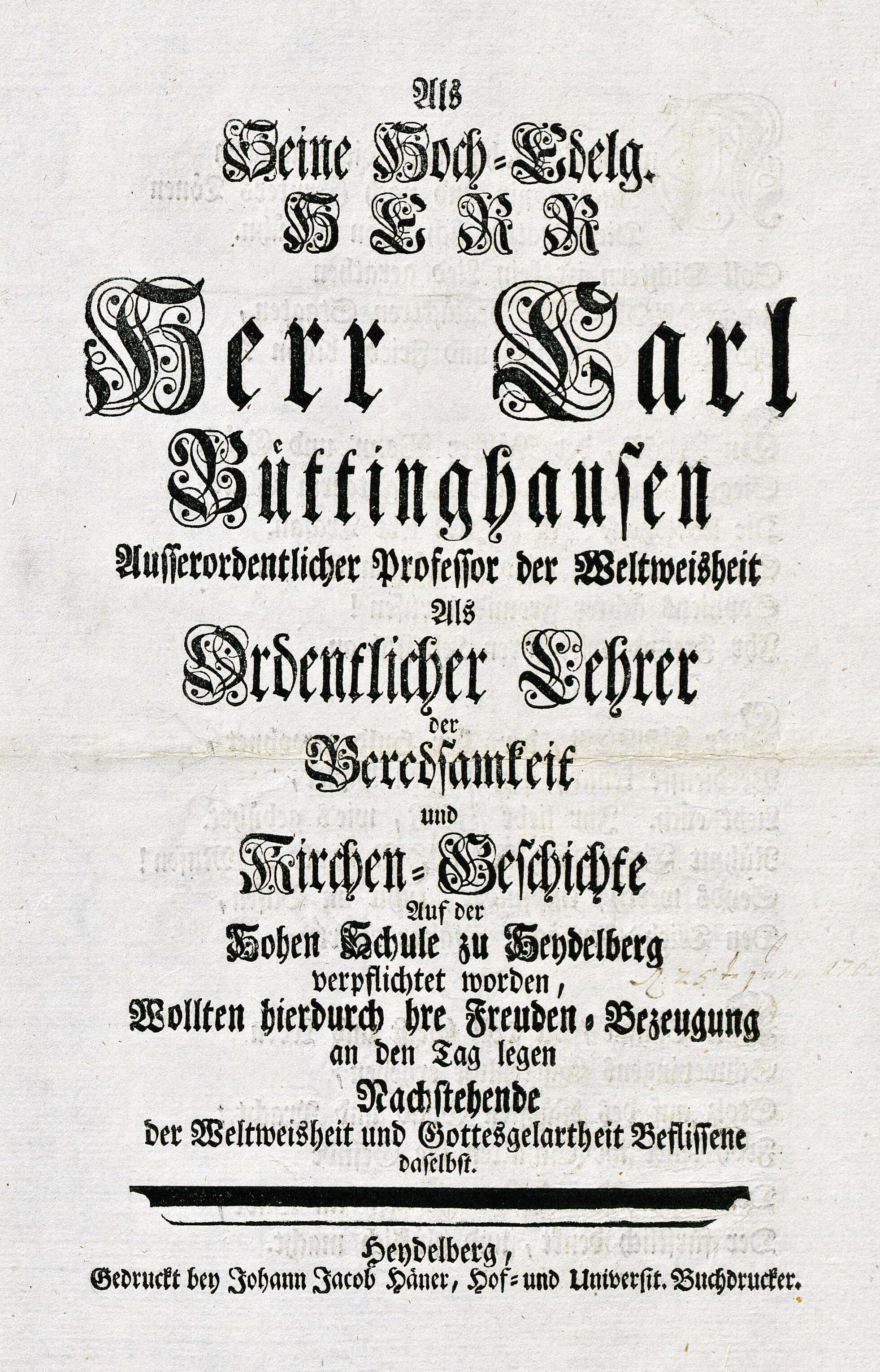
Titelseite, Glückwunschgedicht zum Amtsantritt von Carl Büttinghausen als Professor an der Universität Heidelberg, 1760

Carl Büttinghausen (getauft 31. Januar 1731 in Frankenthal; † 13. Juni 1786 in Heidelberg) war ein deutscher evangelischer Theologe, Historiker und Hochschullehrer.

## Leben
Büttinghausen wurde 1731 in Frankenthal als Sohn eines Offiziers geboren. Er studierte ab 1748 an den Universitäten Duisburg und Heidelberg und wurde 1753 Pfarrvikar in Neuenheim und zugleich Lehrer am Sapienzkollegium der Universität Heidelberg. 1759 trat er als außerordentlicher Professor in die Philosophische Fakultät der Universität ein und erhielt 1760 die Professur für Kirchengeschichte. Daneben erhielt er 1763 das Pfarramt an der Peterskirche. 1771 wurde er Professor der Theologie an der Universität Heidelberg, zwei Jahre später zum Dr. theol. promoviert. 1771 und 1776 amtierte er als Rektor der Universität.

## Schriften (Auswahl)
- Specimen monumentorum variorum res gestas Imperante Caesares Caroli V. illustrantium. Frankfurt/Leipzig 1756 (online)
- Ergözlichkeiten aus der Pfälzischen und Schweizerischen Geschichte und Litteratur. in welchen Nachrichten von seltenen Büchern, wichtige Urkunden, merkwürdige Briefe und verschiedene Anmerkungen enthalten sind. Zürich 1768
- Beyträge zur Pfälzischen Geschichte. Mannheim: Verlag Löffler, 1782 (Band II: online)
- Miscella historiae Universitatis Heidelbergensis inservientia. Heidelberg 1785 (online)